# KHL (2010/2011)
Sezon KHL 2010/2011 – trzeci sezon ligi KHL. W rozgrywkach brały udział 23 zespoły z czterech państw: Rosji, Łotwy, Białorusi oraz Kazachstanu. Pierwszy mecz sezonu odbył się 8 września 2010, zaś ostatni mecz rozgrywek rozegrano 16 kwietnia 2011 roku.

## Kluby uczestniczące

### Uczestnicy
W rozgrywkach sezonu 2010/11 brało udział 23 drużyny z czterech państw: Rosji, Łotwy, Białorusi oraz Kazachstanu.
Zmiana liczby drużyn w porównaniu do poprzedniego sezonu wiązała się z wykluczeniem z rozgrywek klubu Łada Togliatti, przyjęcia nowego zespołu – dwukrotnego mistrza Wyższej ligi z lat 2009 i 2010 – Jugra Chanty-Mansyjsk oraz zatwierdzenia klubu OHK Dinamo (powstałego w wyniku fuzji MWD Bałaszycha z Dinamo Moskwa).
W sezonie 2010/2011 po raz drugi wprowadzono podział zespołów według kryteriów geograficznych (według wzoru zaczerpniętego z rozgrywek NHL). Tym razem zmieniono jednak ulokowanie drużyn w każdej dywizji. Spowodowane było to przede wszystkim zmianami drużyn uczestniczących w lidze. Jedyna drużyna, mająca przynajmniej roczny staż gry w KHL, a przesunięta do innej dywizji, to Dynama Mińsk, która z Dywizji Bobrowa została przeniesiona do Dywizji Tarasowa.
| Dywizja            | Klub                       | Miasto             | Rok zał.           | Rok doł.           | Trener                | Kapitan drużyny        | Lodowisko          | Pojemność          |
| Konferencja Zachód | Konferencja Zachód         | Konferencja Zachód | Konferencja Zachód | Konferencja Zachód | Konferencja Zachód    | Konferencja Zachód     | Konferencja Zachód | Konferencja Zachód |
| ------------------ | -------------------------- | ------------------ | ------------------ | ------------------ | --------------------- | ---------------------- | ------------------ | ------------------ |
| Bobrowa            | CSKA Moskwa                | Moskwa             | 1946               | 1946               | Siergiej Niemczinow   | Nikołaj Pronin         | PSZ CSKA           | 5 600              |
| Bobrowa            | Dinamo Ryga                | Ryga               | 2008               | 2008               | Július Šupler         | Sandis Ozoliņš         | Arēna Rīga         | 10 300             |
| Bobrowa            | OHK Dinamo                 | Moskwa             | 2010               | 2010               | Oļegs Znaroks         | Aleksiej Kudaszow      | Megasport Arena    | 12 126             |
| Bobrowa            | SKA Sankt Petersburg       | Sankt Petersburg   | 1946               | 1992               | Václav Sýkora         | Maksim Suszynski       | Pałac Lodowy       | 12 300             |
| Bobrowa            | Spartak Moskwa             | Moskwa             | 1946               | 2007               | Wiaczesław Starszynow | Branko Radivojevič     | LDS Sokolniki      | 5 000              |
| Tarasowa           | Atłant Mytiszczi           | Mytiszczi          | 2005               | 2005               | Miloš Říha            | Siergiej Moziakin      | Mytiszczi Arena    | 7 000              |
| Tarasowa           | Dynama Mińsk               | Mińsk              | 2004               | 2008               | Marek Sýkora          | Jozef Stümpel          | Mińsk-Arena        | 15 000             |
| Tarasowa           | Łokomotiw Jarosław         | Jarosław           | 1949               | 1987               | Vladimír Vůjtek       | Karel Rachůnek         | Arena 2000         | 9 000              |
| Tarasowa           | Siewierstal Czerepowiec    | Czerepowiec        | 1956               | 1989               | Dmitrij Kwartalnow    | Aleksandr Szynin       | PL Czerepowiec     | 6 000              |
| Tarasowa           | Torpedo Niżny Nowogród     | Niżny Nowogród     | 1947               | 2007               | Władimir Golubowicz   | Siergiej Wyszedkiewicz | PS Związków Zaw.   | 5 500              |
| Tarasowa           | Witiaź Czechow             | Czechow            | 2004               | 2005               | Andriej Nazarow       | Dienis Siergiejew      | PZ Witiaź          | 3 300              |
| Konferencja Wschód |                            |                    |                    |                    |                       |                        |                    |                    |
| Charłamowa         | Ak Bars Kazań              | Kazań              | 1956               | 1992               | Zinetuła Bilaletdinow | Aleksiej Morozow       | Tatneft Arena      | 10 000             |
| Charłamowa         | Awtomobilist Jekaterynburg | Jekaterynburg      | 2006               | 2009               | Jewgienij Muchin      | Aleksandr Guliawzew    | KKR Uralec         | 5 500              |
| Charłamowa         | Jugra Chanty-Mansyjsk      | Chanty-Mansyjsk    | 2006               | 2010               | Siergiej Szepielew    | Jewgienij Chwostow     | Arena Jugra        | 5 500              |
| Charłamowa         | Mietałłurg Magnitogorsk    | Magnitogorsk       | 1950               | 1990               | Kari Heikkilä         | Witalij Atiuszow       | Ariena Mietałłurg  | 7 700              |
| Charłamowa         | Nieftiechimik Niżniekamsk  | Niżniekamsk        | 1968               | 1995               | Władimir Krikunow     | Andriej Iwanow         | SCC Arena          | 5 500              |
| Charłamowa         | Traktor Czelabińsk         | Czelabińsk         | 1947               | 2006               | Walerij Biełousow     | Witalij Jaczmieniow    | Traktor Arena      | 7 500              |
| Czernyszowa        | Amur Chabarowsk            | Chabarowsk         | 1966               | 2006               | Siergiej Swietłow     | Aleksiej Kopiejkin     | Platinum Arena     | 7 100              |
| Czernyszowa        | Awangard Omsk              | Omsk               | 1950               | 1991               | Raimo Summanen        | Alaksiej Kalużny       | Arena Omsk         | 10 318             |
| Czernyszowa        | Barys Astana               | Astana             | 1999               | 2008               | Andriej Chomutow      | Kevin Dallman          | PS Kazachstan      | 5 532              |
| Czernyszowa        | Mietałłurg Nowokuźnieck    | Nowokuźnieck       | 1949               | 1992               | Anatolij Jemielin     | Aleksiej Kołediajew    | PS Kuźnieck        | 8 040              |
| Czernyszowa        | Saławat Jułajew Ufa        | Ufa                | 1957               | 1992               | Wiaczesław Bykow      | Wiktor Kozłow          | Ufa-Ariena         | 8 400              |
| Czernyszowa        | Sibir Nowosybirsk          | Nowosybirsk        | 1962               | 2002               | Andriej Tarasienko    | Aleksandr Bojkow       | PSZ Sibir          | 7 400              |

Legenda:
PS – Pałac Sportowy, PSZ – Pałac Sortów Zimowych, PZ – Pałac Zimowy, PL – Pałac Lodowy

### Kluby starające się o angaż
W listopadzie 2009 roku chęć gry w KHL od sezonu 2010/11 wyraził szwedzki klub ze Sztokholmu, AIK Ishockey (występujący wówczas w drugiej lidze szwedzkiej – Allsvenskan). Ostateczna decyzja uzależniona była od wypełnienia wymagań finansowych oraz wyrażenia zgody przez szwedzką federację, która jednak odmówiła klubowi uczestnictwa w lidze KHL. Drużyna AIK ostatecznie została przyjęta do ekstraklasy szwedzkiej, Elitserien.
W grudniu 2009 roku pojawiły się pierwsze informacje, że kolejnym klubem występującym w KHL miałby być czeski HC Hradec Králové. W marcu 2010 roku poinformowano, iż Czesi podpisali już z władzami KHL porozumienie w tej sprawie (w umowie określono warunki, które muszą być spełnione, aby drużyna z Czech przystąpiła do rozgrywek od sezonu 2010/2011, przede wszystkim odpowiednie gwarancje finansowe).
W wyznaczonym terminie 1 kwietnia 2010 roku, sześć nowych drużyn z czterech różnych krajów zgłosiło chęć uczestnictwa w sezonie KHL 2010/11: Jugra Chanty-Mansyjsk oraz Gazowik Tiumeń z Rosji, HK Budiwelnyk Kijów z Ukrainy, Lev Hradec Králové z Czech oraz Vėtra Wilno z Litwy. Mimo że wszystkie zgłoszenia miały być oceniane w ciągu kwietnia 2010 roku, na wstępie poinformowano, że realistyczną szansę na grę w KHL miały mieć jedynie kluby Budiwelnyk oraz Jugra. 18 maja poinformowano, że w nowym sezonie zagrają Jugra Chanty-Mansyjsk oraz HK Budiwelnyk Kijów.
Do przetasowań doszło także wśród dotychczasowych uczestników KHL. Z powodu niesprostania stawianym wymogom finansowym z rozgrywek została usunięta drużyna Łada Togliatti. Ponadto nastąpiła fuzja klubów MWD Bałaszycha z Dinamo Moskwa. Oba kluby połączyły się i stworzyły nową drużynę pod nazwą OHK Dinamo.
Pomimo wstępnego ustalenia składu ligi, 26 czerwca 2010 poinformowano, iż klub HK Budiwelnyk Kijów nie wystartuje w sezonie KHL 2010/11. Przyczyną były problemy z halą w Kijowie, w której miały być rozgrywane mecze. Wolne miejsce w lidze zajęła następnie czeska drużyna HC Hradec Králové, której czeska federacja hokejowa pierwotnie nie zezwoliła na udział w KHL. Klub jednak przeniósł swoją siedzibę do słowackiego miasta Poprad, po czym został przyjęty do KHL. W lidze miał występować formalnie jako klub słowacki, pod nazwą HC Lev Poprad, jednak ostatecznie słowacka federacja (SZLH) nie dopuściła do występów klubu Lev w KHL, żądając, aby Lev został przyjęty do Federacji Hokeja Rosyjskiego (FHR) – pomimo faktu, iż generalnie żaden klub rosyjski występujący w KHL nie przynależy do niej. Sytuacja nie została pozytywnie zakończona i w związku z tym do rozgrywek przystąpiły 23 kluby.
Jednocześnie prezydent KHL zasugerował, iż w przyszłości w KHL możliwe jest uczestnictwo drużyn z Włochy (przypuszczalnie z Mediolanu) bądź nawet z Bliskiego Wschodu (Katar, Zjednoczone Emiraty Arabskie).

## KHL Junior Draft 2010
4 czerwca 2010 roku w Moskwie odbył się drugi w historii draft. Kluby występujące w lidze mogły w nim wybrać zawodników w wieku od 17 do 21 lat. Z numerem pierwszym wybrany został Czech Dmitrij Jaškin, pochodzący z klubu Slavia Praga. Napastnik ten został wybrany przez drużynę Sibir Nowosybirsk. Łącznie zostało wybranych 188 graczy.

## Sezon regularny
Sezon regularny rozpoczął się 8 września 2010, a zakończył Zakończenie 20 lutego 2011 roku. W rundzie zasadniczej każdy zespół rozegrał 54 spotkania (po cztery mecze z drużynami z tej samej dywizji oraz po 2 z zespołami z pozostałych dywizji).
Zaplanowane zostały przerwy w rozgrywkach przeznaczone na mecze międzypaństwowe (w listopadzie i grudniu 2010) oraz Mecz Gwiazd (w lutym 2011).

### Puchar Otwarcia
8 września 2010 roku odbył się po raz trzeci w historii Puchar Otwarcia, w którym zmierzyły się drużyny Ak Bars Kazań oraz OHK Dinamo. Spotkanie rozegrano w Tatneft Arena w Kazaniu i zakończyło się zwycięstwem OHK Dinamo 3:1. Pierwszego gola nowego sezonu strzelił zawodnik OHK, Michaił Bałandin w 15 min. 39 sek. meczu.

### Mecze z drużynami NHL
W formie prestiżowej zorganizowano dwa towarzyskie mecze pomiędzy klubami występującymi w KHL a drużynami występującymi w północnoamerykańskiej lidze NHL. 4 października 2010 SKA Sankt Petersburg rozegrała spotkanie z Carolina Hurricanes (mecz zakończony wynikiem 5:3 dla Rosjan). 6 października 2010 spotkały się Dinamo Ryga z Phoenix Coyotes (mecz zakończony wynikiem 1:3 dla drużyny amerykańskiej).

### Mecz Gwiazd
Weekend wraz z Meczem Gwiazd KHL odbył się w dniach 5–6 lutego 2010 w Sankt Petersburgu. Do rywalizacji przystąpiły dwa zespoły: „Drużyna Jaszyna” skupiająca wybranych graczy z Konferencji Zachód (dowodził nimi Aleksiej Jaszyn) oraz „Drużyna Jagra” (na ich czele stał Czech Jaromír Jágr), do której wybrano graczy z Konferencji Wschód. Współzawodnictwo składało się z rywalizacji umiejętności oraz Meczu Gwiazd.
- Konkursy umiejętności: Drużyna Jaszyna – Drużyna Jágra 4:3[18]:
  - Najszybszy zawodnik: Maksim Afinogienow (1:0)
  - Najdalszy strzał: Janne Niskala (1:1)
  - Slalom z krążkiem (2:1)
  - Celność strzałów: Chris Simon (3:1)
  - Najsilniejszy strzał: Dienis Kulasz (3:2)
  - Konkurs rzutów karnych: Jewgienij Kuźniecow (3:3)
  - Konkurs szybkości drużynowy (4:3)
- Mecz hokejowy: Drużyna Jaszyna – Drużyna Jágra 16:18[19]

### Tabela
| Konferencja Zachód |                         |    |    |    |    |    |    |    |         |     |     |
| Dywizja Bobrowa    |                         |    |    |    |    |    |    |    |         |     |     |
| Lp.                | Drużyna                 | M  | Z  | ZD | ZK | PD | PK | P  | Br      | Bl  | Pkt |
| 1                  | OHK Dinamo              | 54 | 28 | 1  | 1  | 4  | 4  | 16 | 149-131 | +18 | 96  |
| 2                  | SKA Sankt Petersburg    | 54 | 23 | 3  | 6  | 5  | 4  | 13 | 171-144 | +27 | 96  |
| 3                  | Spartak Moskwa          | 54 | 24 | 1  | 1  | 3  | 3  | 22 | 129-142 | -13 | 82  |
| 4                  | Dynamo Ryga             | 54 | 20 | 2  | 5  | 5  | 2  | 20 | 160-149 | +11 | 81  |
| 5                  | CSKA Moskwa             | 54 | 13 | 0  | 7  | 4  | 2  | 28 | 136-169 | -33 | 59  |
| x                  |                         |    |    |    |    |    |    |    |         |     |     |
| Dywizja Tarasowa   |                         |    |    |    |    |    |    |    |         |     |     |
| Lp.                | Drużyna                 | M  | Z  | ZD | ZK | PD | PK | P  | Br      | Bl  | Pkt |
| 1                  | Łokomotiw Jarosław      | 54 | 33 | 1  | 1  | 4  | 1  | 14 | 203-143 | +60 | 108 |
| 2                  | Atłant Mytiszczi        | 54 | 21 | 4  | 7  | 4  | 2  | 16 | 138-115 | +23 | 91  |
| 3                  | Siewierstal Czerepowiec | 54 | 25 | 2  | 3  | 0  | 4  | 20 | 145-142 | +3  | 89  |
| 4                  | Dynama Mińsk            | 54 | 17 | 3  | 5  | 5  | 2  | 22 | 150-155 | -5  | 74  |
| 5                  | Torpedo Niżny Nowogród  | 54 | 18 | 5  | 3  | 1  | 2  | 25 | 144-151 | -7  | 73  |
| 6                  | Witiaź Czechow          | 54 | 13 | 1  | 3  | 3  | 2  | 32 | 119-178 | -59 | 52  |

| Konferencja Wschód  |                            |    |    |    |    |    |    |    |         |     |     |
| Dywizja Charłamowa  |                            |    |    |    |    |    |    |    |         |     |     |
| Lp.                 | Drużyna                    | M  | Z  | ZD | ZK | PD | PK | P  | Br      | Bl  | Pkt |
| 1                   | Ak Bars Kazań              | 54 | 29 | 2  | 3  | 5  | 3  | 12 | 181-133 | +48 | 105 |
| 2                   | Mietałłurg Magnitogorsk    | 54 | 27 | 1  | 5  | 3  | 4  | 14 | 167-141 | +26 | 100 |
| 3                   | Jugra Chanty-Mansyjsk      | 54 | 22 | 0  | 6  | 6  | 3  | 17 | 145-151 | -6  | 87  |
| 4                   | Nieftiechimik Niżniekamsk  | 54 | 22 | 1  | 2  | 1  | 2  | 26 | 159-162 | -3  | 75  |
| 5                   | Traktor Czelabińsk         | 54 | 14 | 6  | 2  | 5  | 1  | 26 | 142-166 | -24 | 64  |
| 6                   | Awtomobilist Jekaterynburg | 54 | 10 | 6  | 4  | 2  | 1  | 31 | 134-184 | -50 | 53  |
| Dywizja Czernyszowa |                            |    |    |    |    |    |    |    |         |     |     |
| Lp.                 | Drużyna                    | M  | Z  | ZD | ZK | PD | PK | P  | Br      | Bl  | Pkt |
| 1                   | Awangard Omsk              | 54 | 31 | 9  | 2  | 2  | 1  | 9  | 176-120 | +56 | 118 |
| 2                   | Saławat Jułajew Ufa        | 54 | 29 | 5  | 4  | 4  | 0  | 12 | 210-144 | +66 | 109 |
| 3                   | Sibir Nowosybirsk          | 54 | 22 | 2  | 4  | 1  | 4  | 21 | 133-131 | +2  | 83  |
| 4                   | Barys Astana               | 54 | 20 | 2  | 2  | 6  | 3  | 21 | 155-152 | +3  | 77  |
| 5                   | Amur Chabarowsk            | 54 | 13 | 1  | 1  | 3  | 4  | 32 | 112-173 | -61 | 50  |
| 6                   | Mietałłurg Nowokuźnieck    | 54 | 8  | 1  | 3  | 4  | 5  | 33 | 105-186 | -81 | 41  |

Legenda: Lp. – miejsce, M – mecze, Z – zwycięstwa, ZD – zwycięstwa po dogrywce, ZK – zwycięstwa po rzutach karnych, PD – porażki po dogrywce, PK – porażki po rzutach karnych, P – porażki, Br – bramki, Bl – bilans bramkowy, Pkt – punkty     = zwycięzcy dywizji,     = awans do fazy play-off

### Statystyki indywidualne
Statystyki zaktualizowane po wszystkich 621 meczach rundy zasadniczej.
Zawodnicy z pola łącznie
| Gole                       | Gole | Asysty                      | Asysty | Punkty                      | Punkty |
| -------------------------- | ---- | --------------------------- | ------ | --------------------------- | ------ |
| Roman Červenka (Awangard)  | 31   | Aleksandr Radułow (Saławat) | 60     | Aleksandr Radułow (Saławat) | 80     |
| Patrick Thoresen (Saławat) | 29   | Pavol Demitra (Łokomotiw)   | 42     | Patrick Thoresen (Saławat)  | 66     |
| Siergiej Moziakin (Atłant) | 27   | Patrick Thoresen (Saławat)  | 37     | Roman Červenka (Awangard)   | 61     |
| Ryan Vesce (Torpedo)       | 25   | Ilja Nikulin (Ak Bars)      | 35     | Siergiej Moziakin (Atłant)  | 61     |
| Igor Grigorienko (Saławat) | 24   | Karel Rachůnek (Łokomotiw)  | 35     | Pavol Demitra (Łokomotiw)   | 60     |

Obrońcy
| Gole                                | Gole | Asysty                     | Asysty | Punkty                       | Punkty |
| ----------------------------------- | ---- | -------------------------- | ------ | ---------------------------- | ------ |
| Deron Quint (Traktor)               | 21   | Ilja Nikulin (Ak Bars)     | 35     | Karel Rachůnek (Łokomotiw)   | 46     |
| Aleksandr Guśkow (Łokomotiw)        | 19   | Karel Rachůnek (Łokomotiw) | 35     | Ilja Nikulin (Ak Bars)       | 41     |
| Aleksandr Riazancew (Awto./Saławat) | 16   | Kevin Dallman (Barys)      | 27     | Kevin Dallman (Barys)        | 39     |
| Ondřej Němec (Siewierstal)          | 12   | Sandis Ozoliņš (Ryga)      | 26     | Aleksandr Guśkow (Łokomotiw) | 38     |
| Kevin Dallman (Barys)               | 12   | Danny Groulx (Torpedo)     | 23     | Deron Quint (Traktor)        | 32     |

Bramkarze
| Skuteczność interwencji (w %) | Skuteczność interwencji (w %) | Średnia goli straconych (na mecz) | Średnia goli straconych (na mecz) | Mecze bez straty gola         | Mecze bez straty gola | Zwycięstwa meczowe             | Zwycięstwa meczowe |
| ----------------------------- | ----------------------------- | --------------------------------- | --------------------------------- | ----------------------------- | --------------------- | ------------------------------ | ------------------ |
| Witalij Jeriemiejew (Barys)   | 92,7                          | Konstantin Barulin (Atłant)       | 1,91                              | Dominik Hašek (Spartak)       | 7                     | Karri Rämö (Awangard)          | 33                 |
| Petri Vehanen (Ak Bars)       | 92,7                          | Karri Rämö (Awangard)             | 1,97                              | Konstantin Barulin (Atłant)   | 6                     | Petri Vehanen (Ak Bars)        | 25                 |
| Erik Ersberg (Saławat)        | 92,6                          | Wital Kowal (Atłant)              | 2,05                              | Karri Rämö (Awangard)         | 5                     | Dimitrij Kotschnew (Łokomotiw) | 24                 |
| Konstantin Barulin (Atłant)   | 92,5                          | Jakub Štěpánek (SKA)              | 2,05                              | Erik Ersberg (Saławat)        | 4                     | Dominik Hašek (Spartak)        | 23                 |
| Karri Rämö (Awangard)         | 92,5                          | Petri Vehanen (Ak Bars)           | 2,10                              | Rastislav Staňa (Siewierstal) | 4                     | Bernd Brückler (Torpedo)       | 22                 |

Pozostałe
| Klasyfikacja +/−                   | Klasyfikacja +/− | Zwycięskie gole              | Zwycięskie gole | Minuty kar                         | Minuty kar |
| ---------------------------------- | ---------------- | ---------------------------- | --------------- | ---------------------------------- | ---------- |
| Aleksiej Morozow (Ak Bars)         | +27              | Roman Červenka (Awangard)    | 7               | Josh Gratton (Witiaź)              | 374        |
| Aleksandr Radułow (Saławat)        | +27              | Geoff Platt (Mińsk)          | 7               | Darcy Verot (Witiaź)               | 169        |
| Jewgienij Miedwiediew (Ak Bars)    | +26              | Siergiej Moziakin (Atłant)   | 6               | Jewgienij Artiuchin (SKA)          | 115        |
| Witalij Nowopaszyn (Barys)         | +25              | Josef Vašíček (Łokomotiw)    | 6               | Wadim Chomicki (Atłant)            | 114        |
| Aleksiej Kajgorodow (Magnitogorsk) | +25              | Aleksandr Guśkow (Łokomotiw) | 6               | Chris Simon (Witiaź/Dinamo Moskwa) | 111        |

## Faza play-off

### Rozstawienie
Po zakończeniu sezonu zasadniczego 16 zespołów zapewniło sobie start w fazie play-off. Drużyna Awangard Omsk uzyskała najlepszy wynik punktowy w lidze, zdobywając 118 punktów w 54 spotkaniach – tym samym nagrodzona została Pucharem Kontynentu. Jest to najwyżej rozstawiona drużyna. Kolejne miejsce rozstawione uzupełnili mistrzowie dywizji: Ak Bars Kazań, Łokomotiw Jarosław oraz OHK Dinamo.
Konferencja Wschód

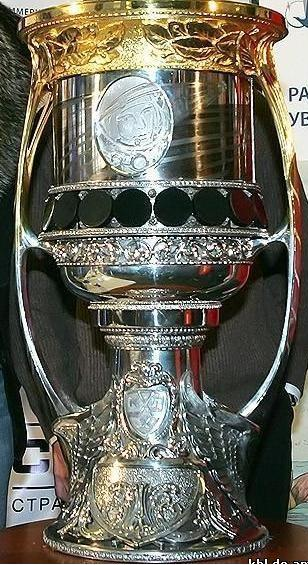
Puchar Gagarina

1. Awangard Omsk – mistrz Dywizji Czernyszowa i Konferencji Wschód w sezonie zasadniczym, zdobywca Pucharu Kontynentu oraz 118 punktów
2. Ak Bars Kazań – mistrz Dywizji Charłamowa, 105 punktów
3. Saławat Jułajew Ufa – 109 punktów (38 zwycięstw)
4. Mietałłurg Magnitogorsk – 100 punktów (33 zwycięstwa)
5. Jugra Chanty-Mansyjsk – 87 punktów (28 zwycięstwa)
6. Sibir Nowosybirsk – 83 punkty (28 zwycięstwa)
7. Barys Astana – 77 punktów (24 zwycięstwa)
8. Nieftiechimik Niżniekamsk – 75 punktów (25 zwycięstwa)

Konferencja Zachód
1. Łokomotiw Jarosław – mistrz Dywizji Tarasowa i Konferencji Zachód w sezonie zasadniczym oraz 108 punktów
2. OHK Dinamo – mistrz Dywizji Bobrowa, 96 punktów
3. SKA Sankt Petersburg – 96 punktów (32 zwycięstwa)
4. Atłant Mytiszczi – 91 punktów (32 zwycięstwa)
5. Siewierstal Czerepowiec – 89 punkty (30 zwycięstw)
6. Spartak Moskwa – 82 punkty (26 zwycięstw)
7. Dynamo Ryga – 81 punktów (27 zwycięstw)
8. Dynama Mińsk – 74 punkty (25 zwycięstw)

### Schemat play-off
Po zakończeniu sezonu zasadniczego rozpoczęła się walka o mistrzostwo ligi toczona w fazie play-off, która rozgrywana jest w czterech rundach. Drużyna, która zajęła wyższe miejsce w sezonie zasadniczym, ma przywilej roli gospodarza ewentualnego siódmego meczu w rywalizacji. Przy tym zdobywca Pucharu Kontynentalnego (w tym wypadku Awangard Omsk) jest zawsze gospodarzem siódmego meczu. Wszystkie cztery rundy rozgrywane są w formule do czterech zwycięstw według schematu: 2-2-1-1-1, co oznacza, że klub wyżej rozstawiony rozgrywa w roli gospodarza mecze nr 1 i 2 oraz ewentualnie 5 i 7. Niżej rozstawiona drużyna rozgrywa w swojej hali mecz trzeci, czwarty i ewentualnie szósty.
W razie braku rozstrzygnięcia po regulaminowych 60 minutach meczu, rozgrywana jest dogrywka aż do uzyskania w niej zwycięskiego gola. W przeciwieństwie do sezonu zasadniczego, dogrywka trwa 20 minut (w sezonie regularnym 5 minut). Brak rozstrzygnięcia w dogrywce skutkuje zarządzeniem kolejnych 20 minut (druga dogrywka) itd., aż do wyłonienia zwycięzcy meczu. Tym samym w fazie play-off nie obowiązuje rozstrzygnięcie meczu w drodze rzutów karnych (w sezonie zasadniczym rzuty karne zarządza się w razie braku rozstrzygnięcia po 5-minutowej dogrywce).
Faza play-off rozpoczęła się 23 lutego 2011, a zakończyła 16 kwietnia 2011.
|  |                          |                           |                          |                         |   |                       |                       |                       |  |  |                    |                    |                    |  |  |                         |                         |                         |
|  | Ćwierćfinały Konferencji | Ćwierćfinały Konferencji  | Ćwierćfinały Konferencji |                         |   | Półfinały Konferencji | Półfinały Konferencji | Półfinały Konferencji |  |  | Finały Konferencji | Finały Konferencji | Finały Konferencji |  |  | Finał o Puchar Gagarina | Finał o Puchar Gagarina | Finał o Puchar Gagarina |
|  | Ćwierćfinały Konferencji | Ćwierćfinały Konferencji  | Ćwierćfinały Konferencji |                         |   | Półfinały Konferencji | Półfinały Konferencji | Półfinały Konferencji |  |  | Finały Konferencji | Finały Konferencji | Finały Konferencji |  |  | Finał o Puchar Gagarina | Finał o Puchar Gagarina | Finał o Puchar Gagarina |
|  |                          |                           |                          |                         |   |                       |                       |                       |  |  |                    |                    |                    |  |  |                         |                         |                         |
|  |                          |                           |                          |                         |   |                       |                       |                       |  |  |                    |                    |                    |  |  |                         |                         |                         |
|  | 1                        | Łokomotiw Jarosław        | 4                        |                         |   |                       |                       |                       |  |  |                    |                    |                    |  |  |                         |                         |                         |
|  | 1                        | Łokomotiw Jarosław        | 4                        |                         |   |                       |                       |                       |  |  |                    |                    |                    |  |  |                         |                         |                         |
|  | 8                        | Dynama Mińsk              | 3                        |                         |   |                       |                       |                       |  |  |                    |                    |                    |  |  |                         |                         |                         |
|  | 8                        | Dynama Mińsk              | 3                        |                         |   | 1                     | Łokomotiw Jarosław    | 4                     |  |  |                    |                    |                    |  |  |                         |                         |                         |
|  |                          |                           |                          |                         |   | 1                     | Łokomotiw Jarosław    | 4                     |  |  |                    |                    |                    |  |  |                         |                         |                         |
|  |                          |                           | 7                        | Dinamo Ryga             | 1 |                       |                       |                       |  |  |                    |                    |                    |  |  |                         |                         |                         |
|  | 2                        | OHK Dinamo                | 7                        | Dinamo Ryga             | 1 | 2                     |                       |                       |  |  |                    |                    |                    |  |  |                         |                         |                         |
|  | 2                        | OHK Dinamo                |                          |                         |   |                       |                       |                       |  |  |                    |                    |                    |  |  |                         |                         |                         |
|  | 7                        | Dinamo Ryga               | 4                        |                         |   |                       |                       |                       |  |  |                    |                    |                    |  |  |                         |                         |                         |
|  | 7                        | Dinamo Ryga               | 4                        |                         |   | 1                     | Łokomotiw Jarosław    | 2                     |  |  |                    |                    |                    |  |  |                         |                         |                         |
|  | Konferencja Zachód       |                           |                          |                         |   | 1                     | Łokomotiw Jarosław    | 2                     |  |  |                    |                    |                    |  |  |                         |                         |                         |
|  |                          |                           | 4                        | Atłant Mytiszczi        | 4 |                       |                       |                       |  |  |                    |                    |                    |  |  |                         |                         |                         |
|  | 3                        | SKA Sankt Petersburg      | 4                        | Atłant Mytiszczi        | 4 | 4                     |                       |                       |  |  |                    |                    |                    |  |  |                         |                         |                         |
|  | 3                        | SKA Sankt Petersburg      |                          |                         |   |                       |                       |                       |  |  |                    |                    |                    |  |  |                         |                         |                         |
|  | 6                        | Spartak Moskwa            | 0                        |                         |   |                       |                       |                       |  |  |                    |                    |                    |  |  |                         |                         |                         |
|  | 6                        | Spartak Moskwa            | 0                        |                         |   | 3                     | SKA Sankt Petersburg  | 3                     |  |  |                    |                    |                    |  |  |                         |                         |                         |
|  |                          |                           |                          |                         |   | 3                     | SKA Sankt Petersburg  | 3                     |  |  |                    |                    |                    |  |  |                         |                         |                         |
|  |                          |                           | 4                        | Atłant Mytiszczi        | 4 |                       |                       |                       |  |  |                    |                    |                    |  |  |                         |                         |                         |
|  | 4                        | Atłant Mytiszczi          | 4                        | Atłant Mytiszczi        | 4 | 4                     |                       |                       |  |  |                    |                    |                    |  |  |                         |                         |                         |
|  | 4                        | Atłant Mytiszczi          |                          |                         |   |                       |                       |                       |  |  |                    |                    |                    |  |  |                         |                         |                         |
|  | 5                        | Siewierstal Czerepowiec   | 2                        |                         |   |                       |                       |                       |  |  |                    |                    |                    |  |  |                         |                         |                         |
|  | 5                        | Siewierstal Czerepowiec   | 2                        |                         |   | Z                     | Atłant Mytiszczi      | 1                     |  |  |                    |                    |                    |  |  |                         |                         |                         |
|  |                          |                           |                          |                         |   |                       |                       |                       |  |  |                    |                    |                    |  |  |                         |                         |                         |
|  |                          |                           | W                        | Saławat Jułajew Ufa     | 4 |                       |                       |                       |  |  |                    |                    |                    |  |  |                         |                         |                         |
|  | 1                        | Awangard Omsk             | W                        | Saławat Jułajew Ufa     | 4 | 4                     |                       |                       |  |  |                    |                    |                    |  |  |                         |                         |                         |
|  | 1                        | Awangard Omsk             |                          |                         |   |                       |                       |                       |  |  |                    |                    |                    |  |  |                         |                         |                         |
|  | 8                        | Nieftiechimik Niżniekamsk | 3                        |                         |   |                       |                       |                       |  |  |                    |                    |                    |  |  |                         |                         |                         |
|  | 8                        | Nieftiechimik Niżniekamsk | 3                        |                         |   | 1                     | Awangard Omsk         | 3                     |  |  |                    |                    |                    |  |  |                         |                         |                         |
|  |                          |                           |                          |                         |   | 1                     | Awangard Omsk         | 3                     |  |  |                    |                    |                    |  |  |                         |                         |                         |
|  |                          |                           | 4                        | Mietałłurg Magnitogorsk | 4 |                       |                       |                       |  |  |                    |                    |                    |  |  |                         |                         |                         |
|  | 2                        | Ak Bars Kazań             | 4                        | Mietałłurg Magnitogorsk | 4 | 4                     |                       |                       |  |  |                    |                    |                    |  |  |                         |                         |                         |
|  | 2                        | Ak Bars Kazań             |                          |                         |   |                       |                       |                       |  |  |                    |                    |                    |  |  |                         |                         |                         |
|  | 7                        | Barys Astana              | 0                        |                         |   |                       |                       |                       |  |  |                    |                    |                    |  |  |                         |                         |                         |
|  | 7                        | Barys Astana              | 0                        |                         |   | 3                     | Saławat Jułajew Ufa   | 4                     |  |  |                    |                    |                    |  |  |                         |                         |                         |
|  | Konferencja Wschód       |                           |                          |                         |   | 3                     | Saławat Jułajew Ufa   | 4                     |  |  |                    |                    |                    |  |  |                         |                         |                         |
|  |                          |                           | 4                        | Mietałłurg Magnitogorsk | 3 |                       |                       |                       |  |  |                    |                    |                    |  |  |                         |                         |                         |
|  | 3                        | Saławat Jułajew Ufa       | 4                        | Mietałłurg Magnitogorsk | 3 | 4                     |                       |                       |  |  |                    |                    |                    |  |  |                         |                         |                         |
|  | 3                        | Saławat Jułajew Ufa       |                          |                         |   |                       |                       |                       |  |  |                    |                    |                    |  |  |                         |                         |                         |
|  | 6                        | Sibir Nowosybirsk         | 0                        |                         |   |                       |                       |                       |  |  |                    |                    |                    |  |  |                         |                         |                         |
|  | 6                        | Sibir Nowosybirsk         | 0                        |                         |   | 2                     | Ak Bars Kazań         | 1                     |  |  |                    |                    |                    |  |  |                         |                         |                         |
|  |                          |                           |                          |                         |   | 2                     | Ak Bars Kazań         | 1                     |  |  |                    |                    |                    |  |  |                         |                         |                         |
|  |                          |                           | 3                        | Saławat Jułajew Ufa     | 4 |                       |                       |                       |  |  |                    |                    |                    |  |  |                         |                         |                         |
|  | 4                        | Mietałłurg Magnitogorsk   | 3                        | Saławat Jułajew Ufa     | 4 | 4                     |                       |                       |  |  |                    |                    |                    |  |  |                         |                         |                         |
|  | 4                        | Mietałłurg Magnitogorsk   |                          |                         |   |                       |                       |                       |  |  |                    |                    |                    |  |  |                         |                         |                         |
|  | 5                        | Jugra Chanty-Mansyjsk     | 2                        |                         |   |                       |                       |                       |  |  |                    |                    |                    |  |  |                         |                         |                         |
|  | 5                        | Jugra Chanty-Mansyjsk     | 2                        |                         |   |                       |                       |                       |  |  |                    |                    |                    |  |  |                         |                         |                         |
|  |                          |                           |                          |                         |   |                       |                       |                       |  |  |                    |                    |                    |  |  |                         |                         |                         |

### Ćwierćfinały konferencji
Wschód
Awangard Omsk – Nieftiechimik 4:3 (1:2d., 1:0d., 2:3, 3:1, 1:4, 3:2, 7:3)

Ak Bars Kazań – Barys Astana 4:0 (1:0, 3:0, 6:1, 4:2)

Saławat Jułajew Ufa – Sibir Nowosybirsk 4:0 (5:2, 3:1, 6:2, 5:0)

Mietałłurg Magnitogorsk – Jugra Chanty-Mansyjsk 4:2 (4:2, 1:2, 3:4, 2:1, 4:3d., 4:1)
Zachód
Łokomotiw Jarosław – Dynama Mińsk 4:3 (7:4, 1:4, 1:4, 4:2, 2:1d., 3:5, 6:1)

OHK Dinamo – Dinamo Ryga 2:4 (1:2d., 8:4, 1:5, 1:2d., 3:1, 1:2d.)

SKA Sankt Petersburg – Spartak Moskwa 4:0 (4:3d., 4:3d., 5:2, 4:3)

Atłant Mytiszczi – Siewierstal Czerepowiec 4:2 (3:2d., 2:5, 1:2, 8:1, 2:1, 1:0)

### Półfinały konferencji
Wschód
Awangard Omsk – Mietałłurg Magnitogorsk 3:4 (2:4, 3:4d., 6:3, 3:2d., 4:3d., 1:2, 0:2)

Ak Bars Kazań – Saławat Jułajew Ufa 1:4 (2:3d., 1:3, 1:2d., 4:0, 0:1)
Zachód
Łokomotiw Jarosław – Dinamo Ryga 4:1 (4:2, 3:5, 8:4, 6:2, 5:4d.)

SKA Sankt Petersburg – Atłant Mytiszczi 3:4 (5:3, 1:3, 3:0, 2:1d., 1:3, 1:2, 1:2d.)

### Finały konferencji
Wschód
Saławat Jułajew Ufa – Mietałłurg Magnitogorsk 4:3 (4:3, 4:0, 1:2d., 4:2, 3:4, 3:5, 1:0)
Zachód
Łokomotiw Jarosław – Atłant Mytiszczi 2:4 (1:6, 2:3d., 1:3, 4:2, 3:2d., 2:8)

### Puchar Gagarina
Saławat Jułajew Ufa – Atłant Mytiszczi 4:1 (2:1d., 3:1, 3:2, 0:4, 3:2)

### Statystyki indywidualne
Statystyki zaktualizowane po wszystkich 86 meczach fazy play-off.
Zawodnicy z pola łącznie
| Gole                          | Gole | Asysty                         | Asysty | Punkty                      | Punkty |
| ----------------------------- | ---- | ------------------------------ | ------ | --------------------------- | ------ |
| Gleb Klimienko (Magnitogorsk) | 10   | Pavol Demitra (Łokomotiw)      | 15     | Josef Vašíček (Łokomotiw)   | 22     |
| Aleksandr Kalanin (Łokomotiw) | 9    | Josef Vašíček (Łokomotiw)      | 15     | Siergiej Moziakin (Atłant)  | 21     |
| Aleksandr Galimow (Łokomotiw) | 9    | Patrick Thoresen (Saławat)     | 15     | Pavol Demitra (Łokomotiw)   | 21     |
| Igor Grigorienko (Saławat)    | 8    | Aleksandr Radułow (Saławat)    | 15     | Patrick Thoresen (Saławat)  | 18     |
| Karel Rachůnek (Łokomotiw)    | 8    | Giennadij Czuriłow (Łokomotiw) | 13     | Aleksandr Radułow (Saławat) | 18     |

Obrońcy
| Gole                         | Gole | Asysty                          | Asysty | Punkty                     | Punkty |
| ---------------------------- | ---- | ------------------------------- | ------ | -------------------------- | ------ |
| Karel Rachůnek (Łokomotiw)   | 8    | Kiriłł Kolcow (Saławat)         | 9      | Karel Rachůnek (Łokomotiw) | 13     |
| Ilja Gorochow (Atłant)       | 5    | Sandis Ozoliņš (Ryga)           | 7      | Ilja Gorochow (Atłant)     | 12     |
| Jaroslav Obšut (Atłant)      | 5    | Witalij Atiuszow (Magnitogorsk) | 7      | Kiriłł Kolcow (Saławat)    | 11     |
| Miroslav Blaťák (Saławat)    | 4    | Ilja Gorochow (Atłant)          | 7      | Jaroslav Obšut (Atłant)    | 10     |
| Aleksiej Piepielajew (Jugra) | 3    | Peter Podhradský (Mińsk)        | 6      | Peter Podhradský (Mińsk)   | 8      |

Bramkarze
| Skuteczność interwencji (w %)       | Skuteczność interwencji (w %) | Średnia goli straconych (na mecz) | Średnia goli straconych (na mecz) | Mecze bez straty gola        | Mecze bez straty gola |
| ----------------------------------- | ----------------------------- | --------------------------------- | --------------------------------- | ---------------------------- | --------------------- |
| Petri Vehanen (Ak Bars)             | 95,7                          | Petri Vehanen (Ak Bars)           | 1,32                              | Petri Vehanen (Ak Bars)      | 3                     |
| Wasilij Koszeczkin (Siewierstal)    | 94,6                          | Erik Ersberg (Saławat)            | 1,93                              | Erik Ersberg (Saławat)       | 3                     |
| Robert Esche (Mińsk)                | 94,2                          | Robert Esche (Mińsk)              | 1,95                              | Konstantin Barulin (Ak Bars) | 2                     |
| Erik Ersberg (Saławat)              | 93,3                          | Konstantin Barulin (Ak Bars)      | 2,05                              | Witalij Kolesnik (Saławat)   | 1                     |
| Gieorgij Giełaszwili (Magnitogorsk) | 92,9                          | Jakub Štěpánek (SKA)              | 2,15                              | Jakub Štěpánek (SKA)         | 1                     |

Pozostałe
| Klasyfikacja +/−           | Klasyfikacja +/− | Zwycięskie gole               | Zwycięskie gole | Minuty kar                    | Minuty kar |
| -------------------------- | ---------------- | ----------------------------- | --------------- | ----------------------------- | ---------- |
| Ilja Gorochow (Atłant)     | +12              | Gleb Klimienko (Magnitogorsk) | 3               | Fiodor Fiodorow (Atłant)      | 65         |
| Karel Rachůnek (Łokomotiw) | +11              | Igor Musatow (Atłant)         | 3               | Iwan Niepriajew (Atłant)      | 49         |
| Patrick Thoresen (Ufa)     | +11              | Władimir Antipow (Saławat)    | 3               | Aleksandr Radułow (Saławat)   | 42         |
| Dienis Dienisow (SKA)      | +9               | Siergiej Moziakin (Atłant)    | 2               | Jordan Henry (Mińsk)          | 33         |
| Dienis Griebieszkow (SKA)  | +9               | Igor Grigorienko (Saławat)    | 2               | Aleksandr Koroluk (Łokomotiw) | 32         |

| Zwycięstwa bramkarzy | Erik Ersberg (Saławat)     | 15 |
| Strzały na bramkę    | Siergiej Moziakin (Atłant) | 77 |

### Skład triumfatorów
Skład zdobywcy Pucharu Gagarina – drużyny Saławatu Jułajew Ufa – w sezonie 2010/11:
| Szkoleniowcy: - Wiaczesław Bykow (I trener) - Igor Zacharkin (II trener) Bramkarze: - Erik Ersberg - Aleksandr Jeriomienko - Witalij Kolesnik |  | Obrońcy: - Miroslav Blaťák - Michaił Grigorjew - Dmitrij Kalinin - Kiriłł Kolcow - Maksim Kondratjew - Andriej Kutiejkin - Witalij Proszkin - Aleksandr Riazancew - Tomáš Starosta - Oleg Twierdowski |  | Napastnicy: - Władimir Antipow - Igor Grigorienko - Kanstancin Kalcou - Jakub Klepiš - Wiaczesław Kozłow - Wiktor Kozłow (kapitan) - Robert Nilsson - Aleksandr Pankow - Aleksandr Radułow - Oleg Saprykin - Piotr Sczastliwy - Aleksandr Switow - Andriej Taratuchin - Patrick Thoresen - Siergiej Zinowjew |

## Nagrody, trofea i wyróżnienia

### Trofea drużynowe
- Puchar Otwarcia: OHK Dinamo
- Puchar Kontynentu: Awangard Omsk
- Puchar Gagarina: Saławat Jułajew Ufa
- Nagroda Wsiewołoda Bobrowa (dla najskuteczniejszej drużyny w sezonie): Saławat Jułajew Ufa (269 goli w 75 meczach – 210 w sezonie regularnym plus 59 w fazie play-off).

### Zawodnicy miesiąca i etapów
| Miesiąc                  | Bramkarz                    | Obrońca                      | Napastnik                        | Pierwszoroczniak                   |
| ------------------------ | --------------------------- | ---------------------------- | -------------------------------- | ---------------------------------- |
| Wrzesień                 | Bernd Brückler (Torpedo)    | Sandis Ozoliņš (Dinamo Ryga) | Dienis Płatonow (Magnitogorsk)   | Jarosław Chabarow (Magnitogorsk)   |
| Październik              | Michaił Biriukow (Jugra)    | Maksim Sołowjow (OHK Dinamo) | Roman Červenka (Awangard)        | Aleksandr Osipow (Amur)            |
| Listopad                 | Karri Rämö (Awangard)       | Johan Fransson (SKA)         | Siergiej Moziakin (Atłant)       | Dinar Chafizullin (Witiaź)         |
| Grudzień                 | Petri Vehanen (Ak Bars)     | Aleksandr Guśkow (Łokomotiw) | Siergiej Moziakin (Atłant)       | Aleksandr Pankow (Saławat)         |
| Styczeń                  | Dominik Hašek (Spartak)     | Kevin Dallman (Barys)        | Pavol Demitra (Łokomotiw)        | Grigorij Żełdakow (Spartak)        |
| Luty                     | Petri Vehanen (Ak Bars)     | Karel Rachůnek (Łokomotiw)   | Aleksandr Radułow (Saławat)      | Michaił Stefanowicz (Dynama Mińsk) |
| Ćwierćfinały konferencji | Petri Vehanen (Ak Bars)     | Kiriłł Kolcow (Saławat)      | Mattias Weinhandl (SKA)          | Grigorij Żełdakow (Spartak)        |
| Półfinały konferencji    | Erik Ersberg (Saławat)      | Karel Rachůnek (Łokomotiw)   | Aleksandr Galimow (Łokomotiw)    | Pawieł Zdunow (Magnitogorsk)       |
| Marzec                   | Erik Ersberg (Saławat)      | Marat Kalimulin (Łokomotiw)  | Gleb Klimienko (Magnitogorsk)    | Pawieł Zdunow (Magnitogorsk)       |
| Finały konferencji       | Konstantin Barulin (Atłant) | Kiriłł Kolcow (Saławat)      | Siergiej Fiodorow (Magnitogorsk) | Pawieł Zdunow (Magnitogorsk)       |
| Puchar Gagarina          | Konstantin Barulin (Atłant) | Andriej Kutiejkin (Atłant)   | Jan Marek (Atłant)               | –                                  |

### Nagrody indywidualne
Podczas uroczystości w dniu 20 maja 2011 wręczono 20 nagród (Nagroda Wsiewołoda Bobrowa oraz indywidualne wyróżnienia):
- Złoty Kij – Najbardziej Wartościowy Gracz (MVP) sezonu regularnego: Aleksandr Radułow (Saławat Jułajew Ufa)
- Mistrz Play-off – Najbardziej Wartościowy Gracz (MVP) fazy play-off: Konstantin Barulin (Atłant Mytiszczi)
- Nagroda dla najskuteczniejszego strzelca sezonu: Czech Roman Červenka (Awangard Omsk) – 31 goli w sezonie zasadniczym.
- Nagroda dla najlepiej punktującego zawodnika (punktacja kanadyjska): Aleksandr Radułow (Saławat Jułajew Ufa) – w sezonie regularnym uzyskał 80 punktów (20 goli i 60 asyst).
- Nagroda dla najlepiej punktującego obrońcy: Czech Karel Rachůnek (Łokomotiw Jarosław) – uzyskał 46 punkty (11 goli i 35 asyst).
- Nagroda „Sekundy” (dla strzelca najszybszego i najpóźniejszego gola w meczu):
  - Aleksandr Radułow (Saławat Jułajew Ufa) – strzelił bramkę w 6. sekundzie meczu Saławat-Jugra Chanty-Mansyjsk 10.10.2010.
  - Andriej Pierwyszyn (Awangard Omsk) – w fazie play-off podczas trzeciej dogrywki meczu uzyskał gola w 109. minucie 11. sekundzie spotkania Awangard Omsk-Mietałłurg Magnitogorsk 15.03.2011.
- Nagroda Walentina Sycza (przyznawana prezesowi, który w sezonie kierował najlepiej klubem): Nikołaj Kuriapow (Saławat Jułajew Ufa).
- Nagroda Andrieja Starowojtowa (Złoty Gwizdek) (dla najlepszego sędziego sezonu): Eduard Odins z Rygi.
- Najbardziej Wartościowy Gracz (MVP) Sezonu (dla zawodnika legitymującego się najlepszym współczynnikiem w klasyfikacji „+,-” po sezonie regularnym): Aleksiej Morozow (Ak Bars Kazań) – uzyskał wynik +27 w 53 meczach.
- Żelazny Człowiek (dla zawodnika, który rozegrał najwięcej spotkań mistrzowskich w ostatnich trzech sezonach): Iwan Tkaczenko (Łokomotiw Jarosław) – 220 rozegranych meczów.
- Najlepsza Trójka (dla najskuteczniejszego tercetu napastników w sezonie regularnym): Matt Ellison, Ryan Vesce, Charles Linglet (Torpedo Niżny Nowogród) – razem zgromadzili 58 goli.
- Najlepszy Trener Sezonu: Czech Miloš Říha (Atłant Mytiszczi).
- Nagroda za Wierność Hokejowi (dla największego weterana hokejowego za jego cenny wkład w sukces drużyny): 41-letni napastnik Siergiej Fiodorow (Mietałłurg Magnitogorsk).
- Nagroda dla najlepszego pierwszoroczniaka sezonu KHL im. Aleksieja Czeriepanowa: Pawieł Zdunow (Mietałłurg Magnitogorsk).
- Dżentelmen na Lodzie (dla jednego obrońcy i jednego napastnika – honorująca graczy, którzy łączą sportową doskonałość z nieskazitelnym zachowaniem): obrońca Witalij Nowopaszyn (Barys Astana, 53 mecze, 5 gole, 13 asysty, +22 punkty i 22 minuty kar) oraz napastnik Siergiej Moziakin (Atłant Mytiszczi, 77 mecze, 35 gole, 47 asysty, +8 punkty i 14 minut kar).
- Najlepszy Bramkarz Sezonu (w wyniku głosowania trenerów): Konstantin Barulin (Atłant Mytiszczi).
- Złoty Kask (przyznawany sześciu zawodnikom wybranym do składu gwiazd sezonu):
  - Erik Ersberg (Saławat Jułajew Ufa) – bramkarz,
  - Kiriłł Kolcow (Saławat Jułajew Ufa) – obrońca,
  - Sandis Ozoliņš (Dinamo Ryga) – obrońca,
  - Aleksandr Radułow (Saławat Jułajew Ufa) – napastnik (po raz drugi z rządu),
  - Igor Grigorienko (Saławat Jułajew Ufa) – napastnik,
  - Siergiej Moziakin (Atłant Mytiszczi) – napastnik (po raz drugi z rządu).
- Nagroda dla najlepszego komentatora TV sezonu: Oleg Mozaliew (KHL-TV) i Andriej Jurtajew (Rossija 2).
- Tytuł najlepszego kanału telewizyjnego: stacja 100-TV (Petersburg).
- Nagroda Dmitrija Ryżkowa (dla najlepszego dziennikarza hokejowego): Pawieł Łysenkow (korespondent gazety Sowietskij Sport).

## Ostateczna kolejność
| Lp. | Drużyna                    |
| --- | -------------------------- |
| 1   | Saławat Jułajew Ufa        |
| 2   | Atłant Mytiszczi           |
| 3   | Łokomotiw Jarosław         |
| 4   | Mietałłurg Magnitogorsk    |
| 5   | Awangard Omsk              |
| 6   | Ak Bars Kazań              |
| 7   | SKA Sankt Petersburg       |
| 8   | Dinamo Ryga                |
| 9   | OHK Dinamo                 |
| 10  | Siewierstal Czerepowiec    |
| 11  | Jugra Chanty-Mansyjsk      |
| 12  | Sibir Nowosybirsk          |
| 13  | Spartak Moskwa             |
| 14  | Barys Astana               |
| 15  | Nieftiechimik Niżniekamsk  |
| 16  | Dynama Mińsk               |
| 17  | Torpedo Niżny Nowogród     |
| 18  | Traktor Czelabińsk         |
| 19  | CSKA Moskwa                |
| 20  | Awtomobilist Jekaterynburg |
| 21  | Witiaź Czechow             |
| 22  | Amur Chabarowsk            |
| 23  | Mietałłurg Nowokuźnieck    |